# 石井正忠
石井 正忠（いしい まさただ、1967年2月1日 - ）は、千葉県市原市出身の元サッカー選手、サッカー指導者。現役時代のポジションはMF、DF。

## 選手時代
千葉県立市原緑高等学校から、一般入試で順天堂大学に進む。当時は「高校の教員になる」つもりだったが、本人曰く「教員採用試験の願書受付期間を勘違い」してしまい試験を受験できなくなってしまう。ところが、蹴球部の監督から「実はNTT関東から誘いが来ている」ことを聞かされ、1989年に当時日本サッカーリーグ2部所属だったNTT関東（現 大宮アルディージャ ）へ入団。1年目から出場機会を得た。
1991年、既にプロ化に向けて動き始めていた住友金属工業へ移籍。鹿島アントラーズの創設メンバーとなり、鹿島の主力として1993年のサントリーシリーズ制覇などに貢献した。1997年に固定背番号制になるまで、先発出場の際には様々なポジションを任され、多くの背番号を付けた。1998年にアビスパ福岡へ移籍し、そのシーズン限りで引退。

## 指導者時代

### 鹿島アントラーズ（コーチ）
引退後すぐに古巣の鹿島で指導者の道に入る。ユースチームのコーチを経て、2002年から2011年までは10年間にわたってトップチームのフィジカルコーチを務め、2012年からは総合コーチとなった。

### 鹿島アントラーズ
2015年7月21日、トニーニョ・セレーゾの成績不振による解任に伴い、鹿島の監督に就任する。鹿島にとっては、2度監督代行を務めた関塚隆を除けば、初代監督の宮本征勝以来21年ぶり2人目の日本人監督となった。10月31日、Jリーグカップ決勝でガンバ大阪を3-0で下し優勝。監督就任後わずか3ヶ月で初タイトルを獲得した。
2016年6月25日、J1 1stステージで優勝。鹿島の日本人監督2人目のステージ優勝監督となった。Jリーグチャンピオンシップでは準決勝で川崎フロンターレ、決勝では浦和レッズを破り、Jリーグ史上初の選手と監督両方での年間優勝達成監督となった。この年のJリーグアウォーズで最優秀監督賞を初受賞。また、FIFAクラブワールドカップ2016では、アジアのクラブとして初の決勝進出に導いた。
2017年5月31日、リーグ戦の成績不振やAFCチャンピオンズリーグ2017での敗退を理由に、鹿島の監督を解任された。鈴木満によれば、選手を縛りすぎていたセレーゾに代わり自主性を重んじた石井の手法は当初こそ有効だったが、選手のエゴをコントロールするリーダーシップに欠けていたため、そのうちに秩序が無くなり歯車が狂ったのだという。後任にはコーチから昇格した大岩剛が就任した。

### 大宮アルディージャ
2017年11月5日、古巣である大宮アルディージャの監督に就任。同年J1からの降格の危機に遭ったシーズンの残り3試合での就任であったが、1分2敗に終わりチームの降格危機を救えなかった。
翌シーズンも引き続き大宮の監督を続投。「アグレッシブ」「自ら自発的にアクションを起こす」といった積極性を強調した。また、相手の裏に回り込んだり、パスの本数が少なく時間をかけないシンプルな速い攻撃でゴールへ向かうことを提唱し、4-4-2の堅守速攻をベースにしたショートカウンター重視の陣形を采配した。エースの大前元紀が得点王になるなど、前年に比べて得点力は抜群に向上したが、失点も多かったため勝ち点が足りずに5位でシーズンを終え、J1参入プレーオフに出場するが敗退し、J2残留決定の11/28に退任が発表された。

### 給食センター勤務
大宮監督退任後の2019年シーズンは監督業を行わず、居を構える鹿嶋市の学校給食センターに10月まで調理員として勤務した。夏休みや休日が家族（学校）と同じタイミングになり、家族との時間が持てるようになることが理由であるといい、職場のリーダーの振る舞いなどが勉強になると語っている。

### サムットプラーカーン・シティFC
2019年12月23日、村山哲也の後任としてタイ・リーグ1のサムットプラーカーン・シティFCの監督に就任。2020-21シーズンにリーグ6位の成績を収め、2021年5月に同クラブとの契約を1年延長した。
石井はタイのサッカー選手について、身体能力は驚くほど高いが、一方で個人戦術やチーム戦術の理解は低いと感じていた。そのため、当初はユースの選手に教えるような基礎から教えていき、組織的なチームを作り上げた。

### ブリーラム・ユナイテッドFC
2021年12月1日、タイ・リーグ1のブリーラム・ユナイテッドFCの監督に就任した。石井はブリーラムの監督就任について「ブリーラムならACLに出てＪクラブと戦うチャンスがある、という新たなモチベーションも生まれました。シーズンの途中でチームを離れることで迷惑をかけるかもしれないと思う半面、このチャンスを逃す手はないと即決したんです」と語っている。監督に就任するとチームを3季ぶりのリーグ優勝に導いた。タイ・リーグで日本人監督が優勝するのはこれが史上初だった。同年、タイFAカップ、タイリーグカップでも優勝を果たし、2021-22シーズンの3冠を達成した。このことにより、石井は年間最優秀監督に選ばれた。
翌年の2022-23シーズンでもリーグ、タイFAカップ、タイリーグカップで優勝し、2年連続で3冠を成し遂げた。2シーズン連続での3冠はタイ史上初のことだった。

### タイ代表（テクニカルディレクター）
2023年8月13日、タイ代表のテクニカルディレクターに就任したが、9月19日に解任された。タイメディアMATCH ONLINEは、キングスカップの成績が悪かった場合、協会はアレシャンドレ・ペルキング監督を解任して石井を起用するつもりだったのではないかと指摘している。

### タイ代表監督
2023年11月22日にタイA代表の監督に就任した。石井を選んだ理由について、チームマネージャーを務めるヌアルファン・ラムサムは、石井の経験、Jリーグやタイリーグでの顕著な功績、クラブサッカーチャンピオンシップの成績を挙げている。日本人の監督がタイ代表を指揮するのは西野朗（在任期間は2019年7月〜2021年6月）以来、2人目になる。
タイ代表監督としての初試合は2024年1月1日の日本代表との国際親善試合で、結果は0-5で敗れた。2024年のアジアカップでは決勝トーナメントまで進んだものの、ウズベキスタンに1-2で負けてベスト16で敗退した。

## 戦術
4-4-2フォーメーションの積極的なスタイルが特徴的であり、鹿島アントラーズでは堅守速攻を採用し、2016年度J1優勝とFIFAクラブワールドカップ2016準優勝に導いた。
大宮アルディージャでは「まずは自ら前に出てアクションを起こす」というようなアグレッシブさを徹底し、ハードワーク、ハイプレス、中央突破のショートカウンター、DFの裏を狙う事を重視し、ポゼッションフットボールとカウンターアタックを取り入れたシンプルでアクティブな躍動感のある積極的フットボールを志向した。大宮では前年度では得点力不足や不調だった大前元紀を上手く活かし、リーグ得点王に導いている。

## 所属クラブ
- 1982年 - 1984年 千葉県立市原緑高等学校
- 1985年 - 1988年 順天堂大学蹴球部
- 1989年 - 1991年 NTT関東サッカー部（現大宮アルディージャ）
- 1991年 - 1997年 住友金属工業蹴球団 / 鹿島アントラーズ
- 1998年 アビスパ福岡

## 個人成績
| 国内大会個人成績 | 国内大会個人成績 | 国内大会個人成績 | 国内大会個人成績 | 国内大会個人成績 | 国内大会個人成績 | 国内大会個人成績 | 国内大会個人成績 | 国内大会個人成績 | 国内大会個人成績 | 国内大会個人成績 | 国内大会個人成績 |
| 年度             | クラブ           | 背番号           | リーグ           | リーグ戦         | リーグ戦         | リーグ杯         | リーグ杯         | オープン杯       | オープン杯       | 期間通算         | 期間通算         |
| 年度             | クラブ           | 背番号           | リーグ           | 出場             | 得点             | 出場             | 得点             | 出場             | 得点             | 出場             | 得点             |
| 日本             | 日本             | 日本             | 日本             | リーグ戦         | リーグ戦         | JSL杯/ナビスコ杯 | JSL杯/ナビスコ杯 | 天皇杯           | 天皇杯           | 期間通算         | 期間通算         |
| ---------------- | ---------------- | ---------------- | ---------------- | ---------------- | ---------------- | ---------------- | ---------------- | ---------------- | ---------------- | ---------------- | ---------------- |
| 1989-90          | NTT関東          |                  | JSL2部           | 19               | 0                | 1                | 0                | -                | -                | 20               | 0                |
| 1990-91          | NTT関東          | 24               | JSL2部           | 24               | 0                | 2                | 0                | -                | -                | 26               | 0                |
| 1991-92          | 住金             | 20               | JSL2部           | 15               | 0                | 2                | 0                | -                | -                | 17               | 0                |
| 1992             | 鹿島             | -                | J                | -                | -                | 6                | 0                | 2                | 0                | 8                | 0                |
| 1993             | 鹿島             | -                | J                | 22               | 2                | 5                | 0                | 1                | 0                | 28               | 2                |
| 1994             | 鹿島             | -                | J                | 30               | 1                | 1                | 0                | 1                | 0                | 32               | 1                |
| 1995             | 鹿島             | -                | J                | 30               | 0                | -                | -                | 3                | 0                | 33               | 0                |
| 1996             | 鹿島             | -                | J                | 1                | 0                | 10               | 1                | 0                | 0                | 11               | 1                |
| 1997             | 鹿島             | 20               | J                | 11               | 0                | 5                | 0                | 0                | 0                | 16               | 0                |
| 1998             | 福岡             | 7                | J                | 1                | 0                | 0                | 0                | 0                | 0                | 1                | 0                |
| 通算             | 日本             | 日本             | J                | 95               | 3                | 27               | 1                | 7                | 0                | 129              | 4                |
| 通算             | 日本             | 日本             | JSL2部           | 58               | 0                | 5                | 0                | -                | -                | 63               | 0                |
| 総通算           | 総通算           | 総通算           | 総通算           | 153              | 3                | 32               | 1                | 7                | 0                | 192              | 4                |

その他の公式戦
- 1993年
  - Jリーグチャンピオンシップ 2試合0得点

その他の国際公式戦
- 1997年
  - アジアクラブ選手権 3試合0得点

出場歴
- Jリーグ初出場 - 1993年5月16日 J 1st第1節 対名古屋グランパスエイト戦 (カシマ)
- Jリーグ初得点 - 1993年6月30日 J 1st第14節 対ジェフユナイテッド市原戦 (栃木グ)
- JSL（2部）初出場 - 1989年8月5日 対コスモ石油戦 (熊谷運動公園)

## 指導歴
- 1999年 - 2017年5月  鹿島アントラーズ
  - 1999年 - 2001年 ユースコーチ
  - 2002年 - 2011年 フィジカルコーチ
  - 2008年 サテライト監督
  - 2012年 - 2015年7月 コーチ
  - 2015年7月 - 2017年5月 監督
- 2017年11月 - 2018年11月  大宮アルディージャ 監督
- 2020年 - 2021年  サムットプラーカーン・シティFC 監督
- 2021年12月 - 2023年8月  ブリーラム・ユナイテッドFC 監督

## 監督成績
| 年度   | クラブ | 所属   | 勝点 | 試合 | 勝 | 分 | 敗 | 順位     | 順位 | リーグ杯 | 天皇杯    | 他公式戦         |
| 年度   | クラブ | 所属   | 勝点 | 試合 | 勝 | 分 | 敗 | ステージ | 年間 | リーグ杯 | 天皇杯    | 他公式戦         |
| ------ | ------ | ------ | ---- | ---- | -- | -- | -- | -------- | ---- | -------- | --------- | ---------------- |
| 2015   | 鹿島   | J1 1st | -    | -    | -  | -  | -  | -        | 5位  | 優勝     | 3回戦敗退 | -                |
| 2015   | 鹿島   | J1 2nd | 33   | 14   | 11 | 0  | 3  | 2位      | 5位  | 優勝     | 3回戦敗退 | -                |
| 2016   | 鹿島   | J1 1st | 39   | 17   | 12 | 3  | 2  | 優勝     | 優勝 | 予選敗退 | 優勝      | SBCS準優勝       |
| 2016   | 鹿島   | J1 2nd | 20   | 17   | 6  | 2  | 9  | 11位     | 優勝 | 予選敗退 | 優勝      | FCWC準優勝       |
| 2017   | 鹿島   | J1     | 21   | 12   | 7  | 0  | 5  | 7位      | 7位  | -        | -         | ACLベスト16      |
| 2017   | 大宮   | J1     | 1    | 3    | 0  | 1  | 2  | 18位     | 18位 | -        | -         | -                |
| 2018   | 大宮   | J2     | 71   | 42   | 21 | 8  | 13 | 5位      | 5位  | -        | 3回戦敗退 | J1参入PO初戦敗退 |
| 総通算 | 総通算 | 総通算 | 185  | 105  | 57 | 14 | 34 |          |      |          |           |                  |

- 2015年はJ1 2ndステージ第4節から指揮
- 2016年J1 2ndステージは第10節に体調不良のため指揮とらず
- 2017年はJ1 第1~12節は鹿島にて指揮、第32~34節は大宮で指揮

## 獲得タイトル

### 選手時代
鹿島アントラーズ
- J1リーグ：1回 (1996年)
  - J1・1stステージ：2回 (1993年、1997年)
- Jリーグカップ：1回 (1997年)
- 天皇杯全日本サッカー選手権大会：1回 (1997年)
- FUJI XEROX SUPER CUP：1回 (1997年)

### 指導者時代

#### クラブ
鹿島アントラーズ
- Jリーグカップ：1回 (2015年)
- J1リーグ：1回 (2016年)
  - J1・1stステージ：1回 (2016年)
- 天皇杯全日本サッカー選手権大会：1回 (2016年)
- FUJI XEROX SUPER CUP：1回 (2017年)

ブリーラム・ユナイテッドFC
- タイ・リーグ1：2回 (2021-22、2022-23)
- タイFAカップ：2回 (2021-22、2022-23)
- タイ・リーグカップ：2回 (2021-22、2022-23)

#### 個人
- 最優秀監督賞：1回 (2016年)